# Glifosat
Glifosat je kemijski spoj iz skupine fosfonata, N-(fosfonometil)glicin. Skraćeno ime dobio je po imenima glicin i fosfonat. Biološki je aktivna glavna komponenta nekoliko herbicida širokog spektra. Rabi se od druge polovice 1970-ih godina u svijetu za suzbijanje korova u poljoprivredi, hortikulturi, industriji i kod privatnih domaćinstava. 
Glifosat djeluje neselektivno na biljke i pri primjeni je potrebno isključivo nanositi ovaj herbicid na onaj korov koji se treba ukloniti da se ne bi naškodilo usjevu. Da bi se zaštitio usjev, korisne biljke mogu se genetičkim inženjeringom učiniti otpornim na glifosat. 
Molekulu glifosata prvi je sintetizirao Henry Martin 1950. godine, a herbicidni učinak otkrio je i patentirao John E. Franz 1970. iz tvrtke Monsanto. Na tržištu se kao herbicid nalazi od 1973. godine, a s obzirom na to da je patent istekao 2000. godine, danas se na tržištu prodaje niz herbicida glifosatom kao aktivnom tvari.

## Fizikalna i kemijska svojstva
Glifosat je organofosforni spoj, fosfonat koji djeluje inhibirajući biljni enzim 5-enolpiruvilšikimat-3-fosfat sintazu (EPSP). Čist se spoj pojavljuje kao bijeli, kristalni prah koji se tali na 184.5 °C i raspada na 187 °C.
Spada u aminofosfonatne analoge aminokiseline glicina. Kao i sve aminokiseline, glifosat, ovisno o kiselosti vodenog medija u kojem je otopljen, postoji u nekoliko različitih ionskih oblika. Oba kraja molekule, fosfonatni i karboksilni, mogu se ionizirati, a amino-skupina se može protonirati, zbog čega molekula postoji kao serija cviteriona. Topljivost glifosata u vodi pri sobnoj temperaturi iznosi oko 12 g/L.

## Sinteza
Izvorna metoda sinteze bila je reakcija fosforovog triklorida s formaldehidom te hidrolizom produkta u fosfonat. Dobiveni produkt zatim reagira s glicinom i daje glifosat.
Danas se industrijski proizvodi Kabačnik-Fieldsovom reakcijom: iminodioctena kiselina i formaldehid reagiraju s fosfornom kiselinom, a hidrofosfonilatni produkt se dekarboksilira u glifosat. Druga industrijski značajna reakcija koristi glicin umjesti imidodioctene kiseline, ali je osjetljivija na stehiometrijsku točnost.
Glavne nečistoće tehnički čistog glifosata su toksikološki relevantni formaldehid i N-nitrozoglifosat. Organizacija za prehranu i poljoprivredu (FAO) Ujedinjenih naroda propisala je maksimalnu koncentraciju formaldehida u glifosatu od 1,3 g/kg, dok ista vrijednost za N-nitrozoglifosat iznosi 1 ppm »jer pripada skupini nečistoća od posebnog značaja zbog mogućnosti aktivacije u genotoksične karcinogene«.

## Utjecaj na zdravlje čovjeka
Konsenzus među državnim agencijama koje reguliraju korištenje pesticida te znanstvenim organizacijama jest da kod propisanog načina korištenja glifosata nema dokaza kancerogenosti za čovjeka.
Godine 2015. Svjetska zdravstvena organizacija, odnosno njezina Međunarodna agencija za istraživanja o karcinomu (IARC), objavila je da su na temelju epidemioloških studija, studija na životinjama i studijama in vitro, tetraklorvinfos i paration »moguće kancerogeni za ljude«, odnosno u kategoriji 2B, a malation, diazinon i glifosat »vjerojatno kancerogeni za ljude«, odnosno u kategoriji 2A.
Suprotno tome, Europska agencija za sigurnost hrane (EFSA) zaključila je u studenom 2015. godine da »nije izgledno da je tvar genotoksična ili da ljudima predstavlja rizik od razvijanja raka«, kasnije pojašnjavajući da studije koje prate isključivo glifosat kao aktivnu tvar taj učinak nisu pokazale, iako kancerogene mješavine glifosata mogu postojati.

Godine 2017. Europska agencija za kemikalije (ECHA) klasificirala je glifosat kao tvar koja izaziva ozbiljne ozljede oka i koja predstavlja otrov za organizme koji žive u vodi, ali nije našla dokaze da je kancerogen, mutagen, teratogen ili ima otrovnost za specifične organe.